# Monyó
Monyó (Monio, románul: Moniom) falu Romániában, a Bánságban, Krassó-Szörény megyében.

## Fekvése
Resicabánya központjától 10 km-re északnyugatra, a Berzava bal partján, 201 méter átlagos tengerszint feletti magasságban található.

## Nevének eredete
1911-ig nevének hivatalos írásmódja Monio, de pecsétjén már korábban is a Monyó alak szerepelt.

## Története
Engel Pál a borzafői kerület középkori Manihó nevű falvával azonosítja. Neve 1554-ben Manıhıva, 1579-ben Manıhava, 1597-ben Manihom.
Eredeti központja a maitól hat km-re északkeletre állt. 1717-ben Muniovoként jegyzik föl, ekkor 18 ház alkotta, román lakossággal. 1723-ban Manio a neve. 1776-ban már 52 házból állt. Iskolájáról az első említés 1791-ből való. 1793-ban vonták össze a mai falutól másfél km-re, a Juroni nevű helyen és csak később települt át mai helyére.
1855-ben az Osztrák–Magyar Államvasúti Társaság vásárolta meg.
Házait hagyományosan kő alapra tölgyfából készítették (ezt a 19. század végétől váltotta föl a tégla), eleinte szalmával vagy zsúppal fedték (de 1900-ban már többségük cserép-, kisebb részük zsindelytetős) és két- vagy háromosztatúak voltak.
Krassó, 1880 és 1918 között Krassó-Szörény vármegyéhez, 1918 és 1950 között Krassó megyéhez tartozott. 1968-ban Resicabányához csatolták.

## Lakossága
1900-ban 563 lakosából 542 volt román anyanyelvű; 553 ortodox vallású. 54%-uk tudott írni–olvasni és 3%-uk beszélt magyarul.

2002-ben 376 lakosából 365 román nemzetiségű; 339 ortodox, 16 baptista és 13 római katolikus vallású.

## Látnivalók
- A faluban élő Dușan Basista szobrászművész által alapított falumúzeum.
- A 20. század elején épült vízimalom.

## Gazdasága

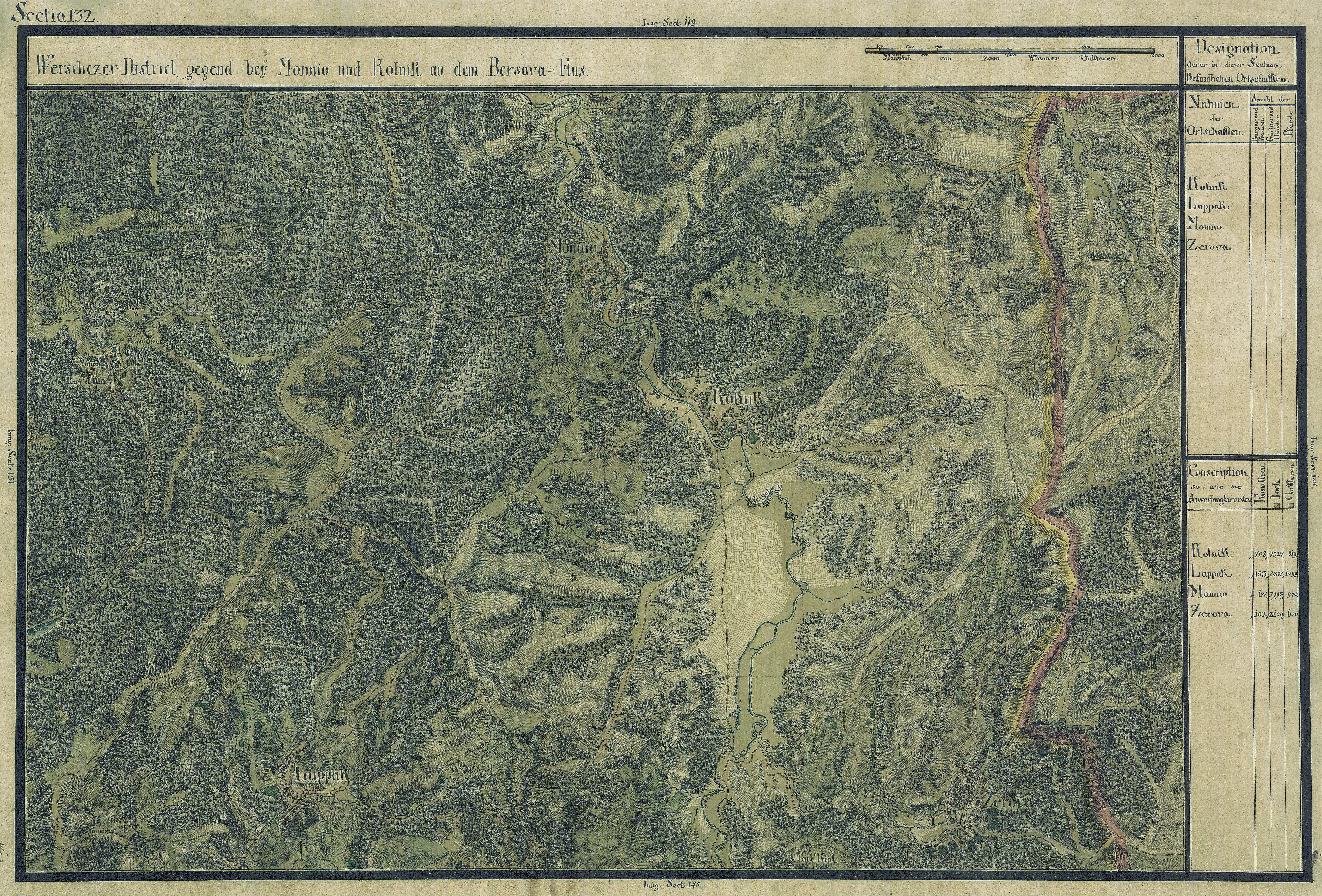
Monyó környéke 1769–72 között

A Petrimex cég üzemanyagot szállít és benzinkutakat szerel föl, a Meidert, Pleșa & Partenerii PVC bútorelemeket gyárt. Mindkettőt az 1990-es években alapították.